# Lužnice (mikroregion)
Lužnice je mikroregion v okresu Jindřichův Hradec, jeho sídlem jsou Dvory nad Lužnicí a jeho cílem je společná realizace výstavby celkového odkanalizování včetně domovních přípojek v obci Halámky, vybudování nové čistírny odpadních vod v obci Dvory nad Lužnicí a uvedení celkového odkanalizování obcí do provozu. Sdružuje celkem 2 obce a byl založen v roce 2004.

## Obce sdružené v mikroregionu
- Halámky
- Dvory nad Lužnicí